# Narp
Narp est une commune française, située dans le département des Pyrénées-Atlantiques en région Nouvelle-Aquitaine.

## Géographie

### Localisation
La commune de Narp se trouve dans le département des Pyrénées-Atlantiques, en région Nouvelle-Aquitaine.
Elle se situe à 51 km par la route de Pau, à 30 km d'Oloron-Sainte-Marie, et à 19 km d'Orthez.
Sur le plan historique et culturel, Narp fait partie de la province du Béarn, qui fut également un État et qui présente une unité historique et culturelle à laquelle s’oppose une diversité frappante de paysages au relief tourmenté.
La commune fait  partie du bassin de vie de Navarrenx.

### Communes limitrophes
Les communes limitrophes sont  Araujuzon, Castetbon, Laàs, Montfort, Orriule et Ossenx.
| Orriule  | Castetbon |        |
| Laàs     | Narp      | Ossenx |
| Montfort | Araujuzon |        |

### Géologie et relief
La superficie de la commune est de 6,33 km2 ; son altitude varie de 79  à   235 mètres.

### Hydrographie

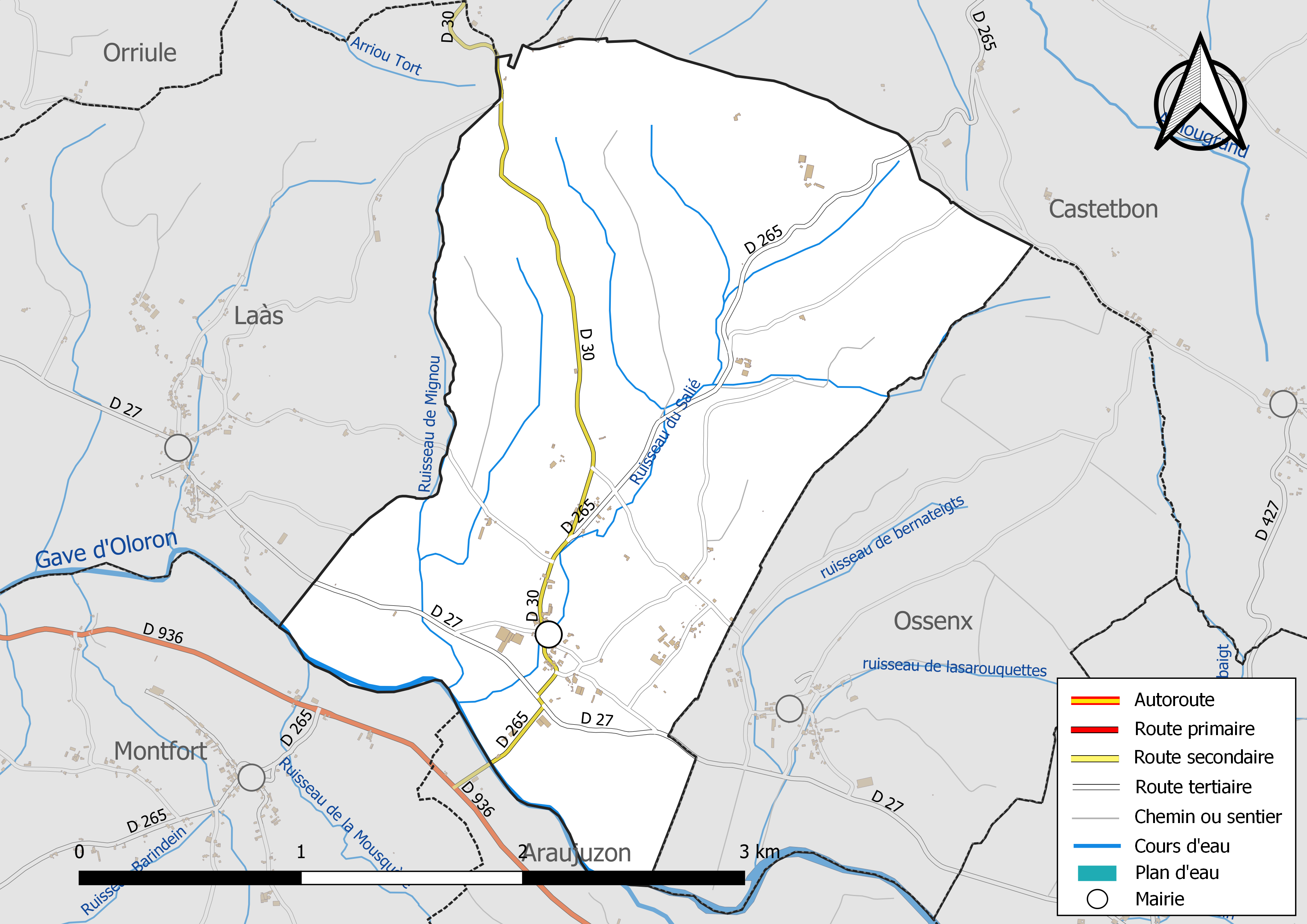
Réseaux hydrographique et routier de Narp.

La commune est drainée par le gave d'Oloron, le Lausset, le ruisseau de la Mousquère, le ruisseau de Mignou, le ruisseau du Salié, et par divers petits cours d'eau, constituant un réseau hydrographique de 11 km de longueur totale,.
Le gave d'Oloron, d'une longueur totale de 148,8 km, prend sa source dans la commune de Laruns et s'écoule vers le nord-ouest. Il traverse la commune et se jette dans le gave de Pau à Sorde-l'Abbaye, après avoir traversé 64 communes.
Le Lausset, d'une longueur totale de 39,3 km, prend sa source dans la commune de Sauguis-Saint-Étienne et s'écoule du sud vers le nord. Il traverse la commune et se jette dans le gave d'Oloron sur le territoire communal, après avoir traversé 14 communes.

### Climat
Pour des articles plus généraux, voir Climat de la Nouvelle-Aquitaine et Climat des Pyrénées-Atlantiques.
Historiquement, la commune est exposée à un micro climat océanique basque.  
En 2020, Météo-France publie une typologie des climats de la France métropolitaine dans laquelle la commune est exposée à un climat de montagne et est dans la région climatique Pyrénées atlantiques, caractérisée par une pluviométrie élevée (>1 200 mm/an) en toutes saisons, des hivers très doux (7,5 °C en plaine) et des vents faibles.
Pour la période 1971-2000, la température annuelle moyenne est de 13,6 °C, avec une amplitude thermique annuelle de 13,9 °C. Le cumul annuel moyen de précipitations est de 1 228 mm, avec 12 jours de précipitations en janvier et 8,2 jours en juillet. Pour la période 1991-2020, la température moyenne annuelle observée sur la station météorologique la plus proche, située sur la commune de Saint-Gladie-Arrive-Munein à 8 km à vol d'oiseau, est de 14,3 °C et le cumul annuel moyen de précipitations est de 1 323,1 mm,. Pour l'avenir, les paramètres climatiques de la commune estimés pour 2050 selon différents scénarios d’émission de gaz à effet de serre sont consultables sur un site dédié publié par Météo-France en novembre 2022.

### Milieux naturels et biodiversité

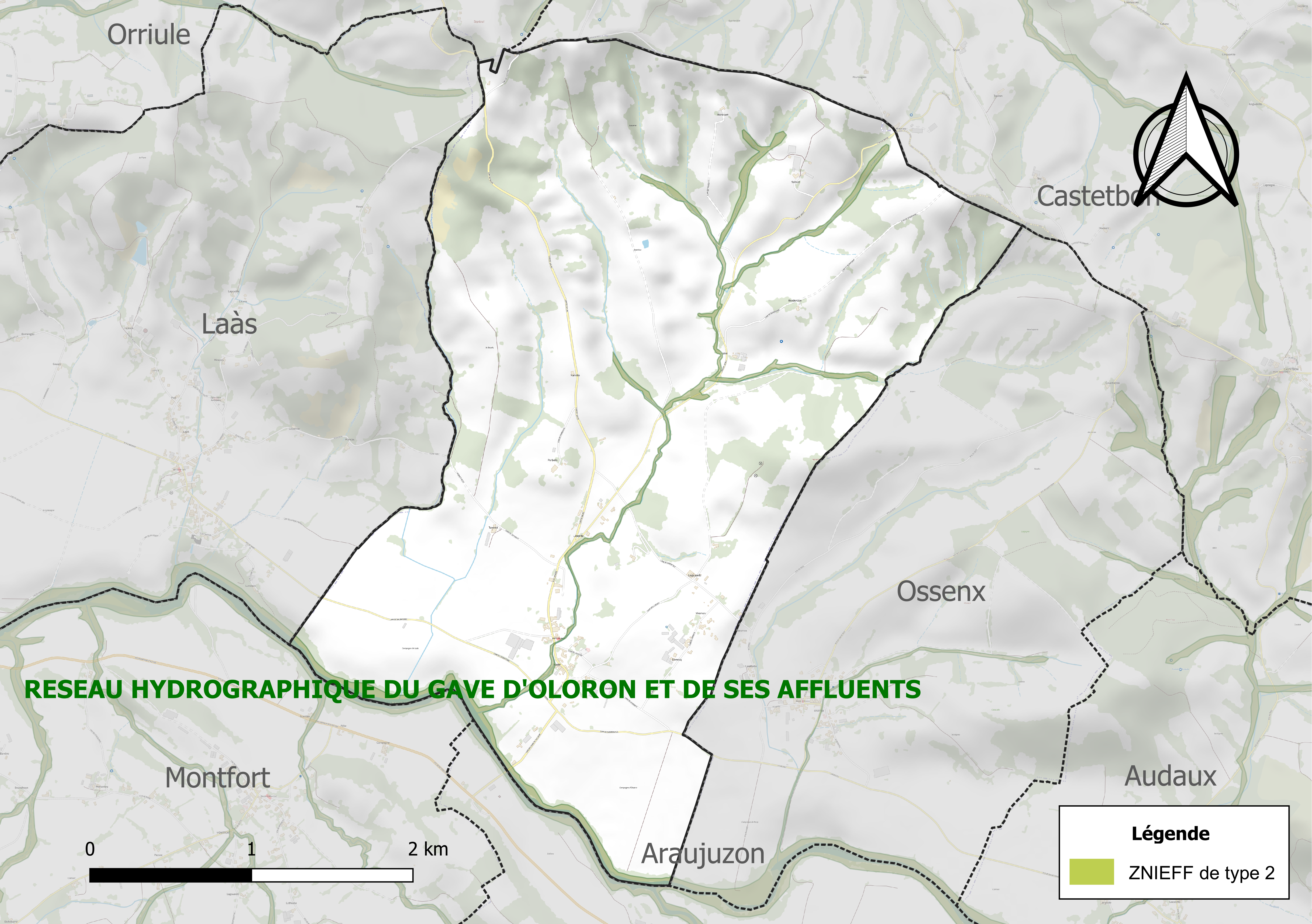
Carte de la ZNIEFF de type 2.

#### Réseau Natura 2000
Le réseau Natura 2000 est un réseau écologique européen de sites naturels d'intérêt écologique élaboré à partir des Directives « Habitats » et « Oiseaux », constitué de zones spéciales de conservation (ZSC) et de zones de protection spéciale (ZPS).
Un site Natura 2000 a été défini sur la commune au titre de la « directive Habitats » : « le gave d'Oloron (cours d'eau) et marais de Labastide-Villefranche », d'une superficie de 2 547 ha, une rivière à saumon et écrevisse à pattes blanches,.

#### Zones naturelles d'intérêt écologique, faunistique et floristique
L’inventaire des zones naturelles d'intérêt écologique, faunistique et floristique (ZNIEFF) a pour objectif de réaliser une couverture des zones les plus intéressantes sur le plan écologique, essentiellement dans la perspective d’améliorer la connaissance du patrimoine naturel national et de fournir aux différents décideurs un outil d’aide à la prise en compte de l’environnement dans l’aménagement du territoire.
Une ZNIEFF de type 2 est recensée sur la commune, : 
le « réseau hydrographique du gave d'Oloron et de ses affluents » (6 885,32 ha), couvrant 114 communes dont 2 dans les Landes et 112 dans les Pyrénées-Atlantiques.

## Urbanisme

### Typologie
Au 1er janvier 2024, Narp est catégorisée commune rurale à habitat très dispersé, selon la nouvelle grille communale de densité à sept niveaux définie par l'Insee en 2022.
Elle est située hors unité urbaine et hors attraction des villes,.

### Occupation des sols

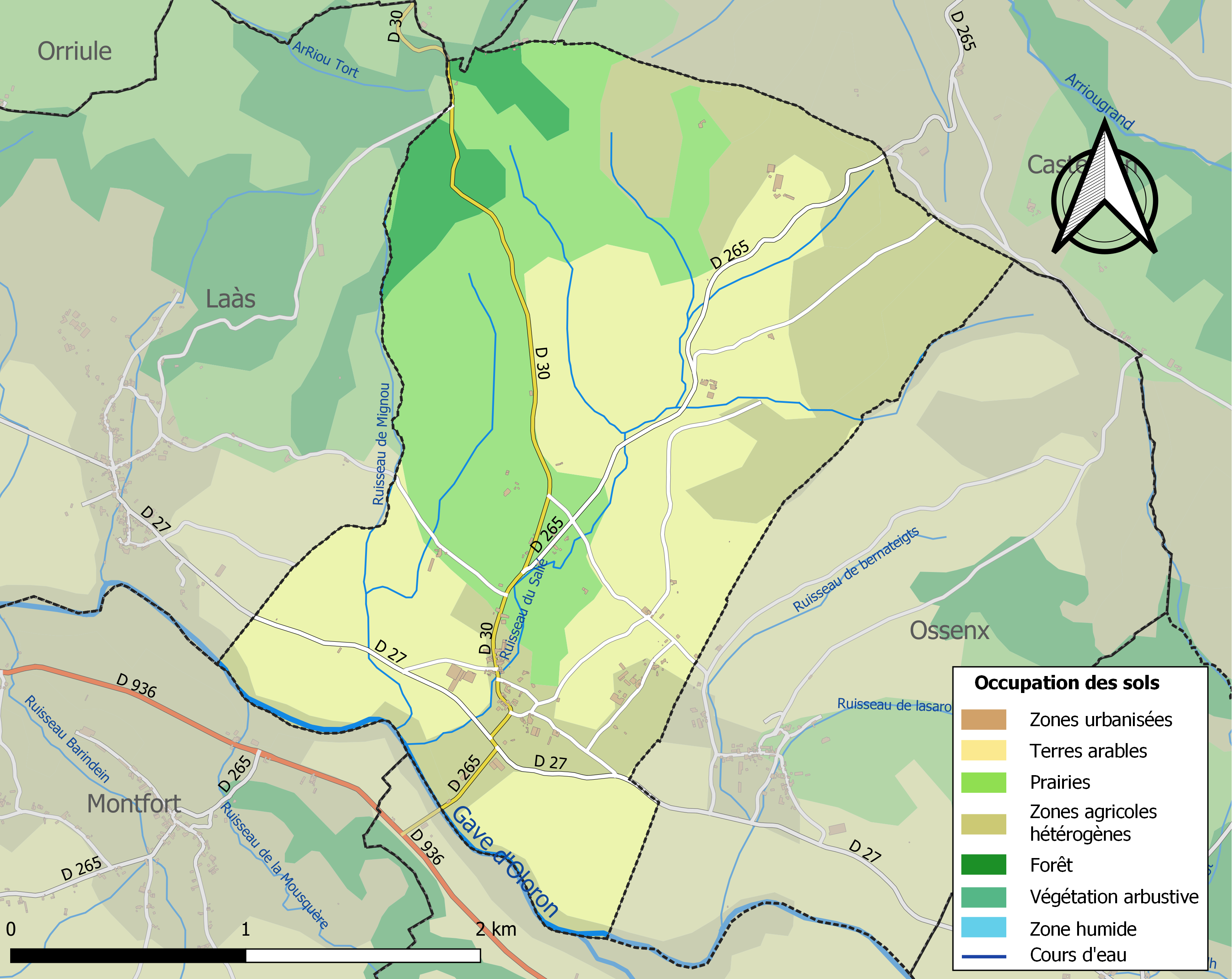
Carte des infrastructures et de l'occupation des sols de la commune en 2018 (CLC).

L'occupation des sols de la commune, telle qu'elle ressort de la base de données européenne d’occupation biophysique des sols Corine Land Cover (CLC), est marquée par l'importance des territoires agricoles (95,3 % en 2018), une proportion identique à celle de 1990 (95,3 %). La répartition détaillée en 2018 est la suivante : 
terres arables (41,7 %), zones agricoles hétérogènes (28,1 %), prairies (25,5 %), forêts (4,7 %). L'évolution de l’occupation des sols de la commune et de ses infrastructures peut être observée sur les différentes représentations cartographiques du territoire : la carte de Cassini (XVIIIe siècle), la carte d'état-major (1820-1866) et les cartes ou photos aériennes de l'IGN pour la période actuelle (1950 à aujourd'hui).

### Lieux-dits et hameaux
- Lahidau ;
- Village.

### Habitat et logement
En 2020, le nombre total de logements dans la commune était de 58, alors qu'il était de 59 en 2015 et de 54 en 2010.
Parmi ces logements, 81,7 % étaient des résidences principales, 11,5 % des résidences secondaires et 6,9 % des logements vacants. Ces logements étaient pour 100 % d'entre eux des maisons individuelles et pour 0 % des appartements.
Le tableau ci-dessous présente la typologie des logements à Narp en 2020 en comparaison avec celle des Pyrénées-Atlantiques et de la France entière. Une caractéristique marquante du parc de logements est ainsi une proportion de résidences secondaires et logements occasionnels (11,5 %) inférieure à celle du département (13,5 %) mais supérieure à celle de la France entière (9,7 %). Concernant le statut d'occupation de ces logements, 86 % des habitants de la commune sont propriétaires de leur logement (87 % en 2015), contre 61,3 % pour les Pyrénées-Atlantiques et 57,5 pour la France entière.
| Typologie                                               | Narp | Pyrénées-Atlantiques | France entière |
| ------------------------------------------------------- | ---- | -------------------- | -------------- |
| Résidences principales (en %)                           | 81,7 | 78,6                 | 82,1           |
| Résidences secondaires et logements occasionnels (en %) | 11,5 | 13,5                 | 9,7            |
| Logements vacants (en %)                                | 6,9  | 7,9                  | 8,2            |

### Risques naturels et technologiques

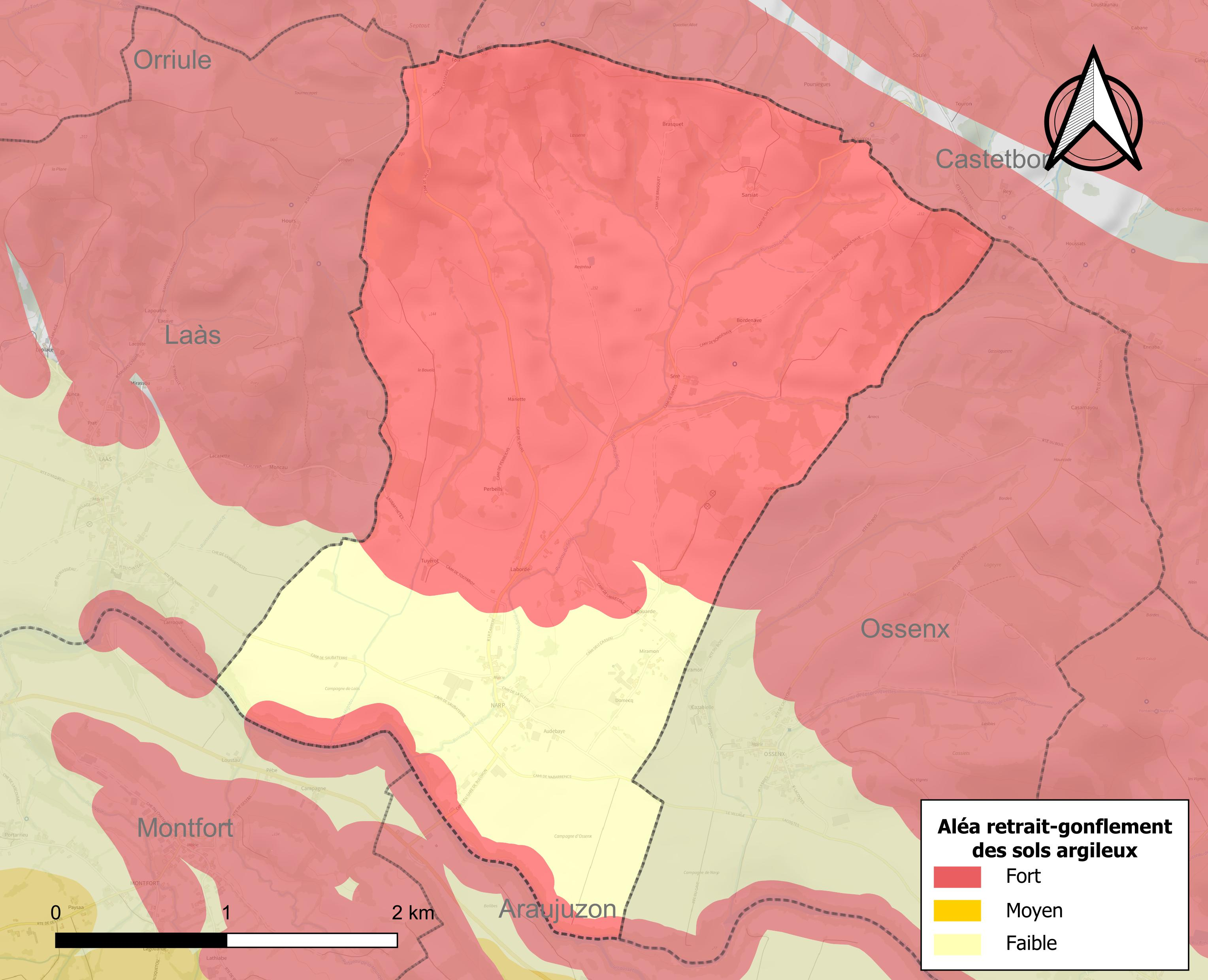
Carte des zones d'aléa retrait-gonflement des sols argileux de Narp.

Le territoire de la commune de Narp est vulnérable à différents aléas naturels : météorologiques (tempête, orage, neige, grand froid, canicule ou sécheresse), inondations et séisme (sismicité moyenne). Un site publié par le BRGM permet d'évaluer simplement et rapidement les risques d'un bien localisé soit par son adresse soit par le numéro de sa parcelle.
Certaines parties du territoire communal sont susceptibles d’être affectées par le risque d’inondation par une crue torrentielle ou à montée rapide de cours d'eau, notamment le gave d'Oloron et le Lausset. La commune a été reconnue en état de catastrophe naturelle au titre des dommages causés par les inondations et coulées de boue survenues en 1982, 1983, 2009 et 2018,.
Le retrait-gonflement des sols argileux est susceptible d'engendrer des dommages importants aux bâtiments en cas d’alternance de périodes de sécheresse et de pluie. 75,3 % de la superficie communale est en aléa moyen ou fort (59 % au niveau départemental et 48,5 % au niveau national). Depuis le 1er octobre 2020, en application de la loi ELAN, différentes contraintes s'imposent aux vendeurs, maîtres d'ouvrages ou constructeurs de biens situés dans une zone classée en aléa moyen ou fort,.
Concernant les mouvements de terrains, la commune a été reconnue en état de catastrophe naturelle au titre des dommages causés par des mouvements de terrain en 2019.

## Toponymie
Le toponyme Narp apparaît sous les formes Narb (XIVe siècle, censier de Béarn) et Sent-Pe de Narb (1412, notaires de Navarrenx). La forme basque narb est la même que dans le nom de la ville de Narbonne et dans les noms basques Narbaitz et Narbarte. Il s'agit probablement d'un hydronyme.
Le  nom en  béarnais  de la commune est Narp.

## Histoire
Paul Raymond note qu'en 1385, Narp comptait 28 feux et dépendait du bailliage de Navarrenx.
Une famille de la noblesse française porte le nom de Narp. Originaire du Béarn, rencontrée ensuite à Saint-Domingue, elle figure parmi les familles subsistantes de la noblesse française.
Un membre de cette famille, établi à Saint -Domingue, portait le titre de marquis. Son fils Félix-Louis de Narp (1786-1844), est un militaire s'étant illustré en Belgique et en France.

## Politique et administration

### Rattachements administratifs et électoraux

#### Rattachements administratifs
La commune se trouve depuis 1926 dans l'arrondissement d'Oloron-Sainte-Marie du département des Pyrénées-Atlantiques.
Elle faisait partie depuis 1793 du canton de Sauveterre-de-Béarn. Dans le cadre du redécoupage cantonal de 2014 en France, cette circonscription administrative territoriale a disparu, et le canton n'est plus qu'une circonscription électorale.

#### Rattachements électoraux
Pour les élections départementales, la commune fait partie depuis 2014 du canton d'Orthez et Terres des Gaves et du Sel
Pour l'élection des députés, elle fait partie de la quatrième circonscription des Pyrénées-Atlantiques.

### Intercommunalité
Narp était membre de la petite communauté de communes de Sauveterre-de-Béarn, un établissement public de coopération intercommunale (EPCI) à fiscalité propre créé en 1996 et auquel la commune avait transféré un certain nombre de ses compétences, dans les conditions déterminées par le code général des collectivités territoriales.
Dans le cadre des dispositions de la loi portant nouvelle organisation territoriale de la République du 7 août 2015, qui prévoit que les établissements publics de coopération intercommunale (EPCI) à fiscalité propre doivent avoir un minimum de 15 000 habitants, cette intercommunalité a fusionné avec ses voisines pour former, le 1er janvier 2017, la communauté de communes du Béarn des Gaves, dont est désormais membre la commune.

### Liste des maires
| Période                                  | Période                        | Identité                      | Étiquette | Qualité                                                                                       |
| ---------------------------------------- | ------------------------------ | ----------------------------- | --------- | --------------------------------------------------------------------------------------------- |
| Les données manquantes sont à compléter. |                                |                               |           |                                                                                               |
|                                          |                                |                               |           |                                                                                               |
| 1995                                     | 2001                           | Jean-Marie Miramon            |           |                                                                                               |
| 2001                                     | mars 2014                      | Jean-Jules Bonnecaze-Lasserre |           |                                                                                               |
| mars 2014                                | avril 2023                     | Fernand Lagrille              |           | Gendarme retraité Médaille militaire Chevalier de l'Ordre national du Mérite Mort en fonction |
| juillet 2023                             | En cours (au 30 novembre 2023) | Jean-Claude Maladot           |           | Agriculteur retraité                                                                          |

## Population et société
Les  habitants sont les Narpois.

### Démographie
L'évolution du nombre d'habitants est connue à travers les recensements de la population effectués dans la commune depuis 1793. Pour les communes de moins de 10 000 habitants, une enquête de recensement portant sur toute la population est réalisée tous les cinq ans, les populations de référence des années intermédiaires étant quant à elles estimées par interpolation ou extrapolation. Pour la commune, le premier recensement exhaustif entrant dans le cadre du nouveau dispositif a été réalisé en 2006.

En 2022, la commune comptait 122 habitants, en évolution de +5,17 % par rapport à 2016 (Pyrénées-Atlantiques : +3,78 %, France hors Mayotte : +2,11 %).
| 1793 | 1800 | 1806 | 1821 | 1831 | 1836 | 1841 | 1846 | 1851 |
| ---- | ---- | ---- | ---- | ---- | ---- | ---- | ---- | ---- |
| 247  | 249  | 255  | 313  | 298  | 301  | 324  | 335  | 296  |

| 1856 | 1861 | 1866 | 1872 | 1876 | 1881 | 1886 | 1891 | 1896 |
| ---- | ---- | ---- | ---- | ---- | ---- | ---- | ---- | ---- |
| 254  | 273  | 240  | 221  | 229  | 218  | 207  | 226  | 215  |

| 1901 | 1906 | 1911 | 1921 | 1926 | 1931 | 1936 | 1946 | 1954 |
| ---- | ---- | ---- | ---- | ---- | ---- | ---- | ---- | ---- |
| 247  | 253  | 255  | 201  | 198  | 184  | 167  | 172  | 162  |

| 1962 | 1968 | 1975 | 1982 | 1990 | 1999 | 2006 | 2011 | 2016 |
| ---- | ---- | ---- | ---- | ---- | ---- | ---- | ---- | ---- |
| 147  | 129  | 138  | 120  | 117  | 114  | 116  | 125  | 116  |

| 2021 | 2022 | - | - | - | - | - | - | - |
| ---- | ---- | - | - | - | - | - | - | - |
| 119  | 122  | - | - | - | - | - | - | - |

## Économie
L'activité est principalement agricole. La commune fait partie de la zone d'appellation de l'ossau-iraty.

## Culture locale et patrimoine

### Lieux et monuments
- Manoir ou château de Narp, XVIe s. (?)
- L'église Saint-Pierre[43] date du XIXe siècle.

## Pour approfondir